# 國四英雄傳
《國四英雄傳》是一部於1985年拍攝的台灣電影，由龍祥影業出品與發行，是1980年代台灣新浪潮電影中出產的一部電影，其為台灣電影對補習班、升學主義、整體教育制度在尚未解嚴前最率直及最大膽的一次批評，在戒嚴時代晚期具有犀利挑戰當時蔣經國政府放任作為的意味，使其曾是當年度最紅的電影之一；本片編劇吳念真是改編自吳德亮的長篇敘事詩，而本片男主角黃朝盟 （页面存档备份，存于）後來成為國立臺北大學公共行政暨政策系教授、國立臺北大學學務長、國立臺北大學公共事務學院院長。

## 劇情大綱
1984年，台北市公立高中聯考結束，周儒林和陳敬等一群考生落榜了，進不了公立高中，意味著失去進入大學的機會。在望子成龍、光耀門楣以及升學成為人生唯一價值標準的輿論壓力下，周儒林和陳敬低頭走路，輕聲交談，竟然沒有勇氣走完不到三百公尺的南陽街，最後決定報名參加「超仁補習班」的「國四班」（國中畢業重考高中的班）。他們理成平頭，穿上制服，每天七點前到補習班。補習班主管為了迎合學生父母的心理，在「為了你好」的標榜下，對學生們進行打罵教育。後來陳敬舉家移民，獨留周儒林痛苦地孤軍奮鬥。
透過一群國中生在高中聯考的挫敗和被壓抑的升學壓力，來表達台灣在早期升學至上的情景。尤以當年公立高中錄取率極低的狀況下，各個學生都無不勤奮學習，老師是權威的象徵，籐條更是鞭策的動力。
電影中有一幕是老師帶男學生去北一女中喊我愛建中，女學生則被帶去建國中學喊我愛北么。

## 片頭工作人員表
- 出品人：王應祥
- 監製：淑、林添榮
- 攝影：林自榮
- 燈光：李龍禹
- 剪接：黃秋貴
- 錄音：高富國
- 製片：何英壢
- 音樂指導：張弘毅
- 音樂製作：豐采音樂（字幕誤植為「風采音樂」）
- 敘事詩原著：吳德亮
- 編劇：吳念真
- 導演：麥大傑

## 主要演員
- 馬邵君 - 周儒林
- 黃朝盟 （页面存档备份，存于） - 陳敬
- 潘儀君 - 汪雅姿
- 朱家麟 - 徐慕臨
- 李炳榮 - 廖金龍
- 盛毓珊 - 袁佳美
- 江霞（特別演出） - 周儒林的母親
- 姜先誠（特別演出） - 周儒林的哥哥

## 獎項
- 第22屆金馬獎
  - 最佳劇情片 (入圍)
  - 最佳剪輯 - 黃秋貴 (入圍)
  - 最佳原著音樂 - 張弘毅 (得獎)

## 軼聞
民國七十四年有部轟動的電影《國四英雄傳》，大膽而直接批判了當時的升學主義，被視為新浪潮電影的重要作品。劇中的男主角、當時還在念建中的黃朝盟 （页面存档备份，存于），近卅年後，他現在的身分是國立臺北大學教授。……黃朝盟 （页面存档备份，存于）高二那年拍完《國四英雄傳》後，本有機會繼續演電影；但因即將面臨大學聯考，只好放棄。